# Приозёрный (Краснодарский край)
Приозёрный — посёлок в Успенском районе Краснодарского края России.
Входит в состав Веселовского сельского поселения.

## География
Посёлок находится на расстоянии 18 км к северо-западу от села Успенское, административного центра района.

## Население
| 2002 | 2010 |
| ---- | ---- |
| 42   | ↘19  |

## Улицы
В посёлке имеется одна улица — Центральная.